# Johan Henrik Lefebure
Johan Henrik Lefebure (Jean Henri le Febure), uttalas [löfeby:r], född 15 januari 1708 i Stockholm, död 27 oktober 1767 var en svensk industriidkare och brukspatron.

## Biografi

### Tidiga år
Johan Henrik Lefebure föddes i Stockholm som son till handlaren Henri Lefebure och Marie Bedoire, dotter till Jean Bedoire den yngre och Juliana Paradis.

### Karriär
Lefebure erhöll burskap i huvudstaden 1730, och ägnade sig åt en omfattande merkantil och industriell verksamhet, anlade åtskilliga fabriker, inköpte mässingsbruket i Norrköping, vilket han betydligt utvidgade och försåg med ett konstgjuteri.
1764 blev han ägare till Gimo bruk i norra Uppland. Där lät han uppföra Gimo herrgård efter ritningar av Jean Eric Rehn.
Som ledamot av borgarståndet deltog han i riksdagarna 1751 och 1760 och blev som en ivrig hatt fullmäktig i rikets ständers kontor samt ledamot av konvojkommissariet och assekuransrätten, fullmäktig i generaltullarrendesocieteten, direktör i sjöförsäkrings och järnkontoret, ledamot i frimurarbarnhusets direktion samt direktör för ostindiska kompaniet, varjämte han adlades 1762 med bibehållande av namnet Lefebure.
Den ansenliga förmögenhet, han samlat på sin handel och sina fabriksanläggningar, ökade han än mer som delägare i det beryktade växelkontoret. När därför 1765 års ständer anställde sin räftst med Gustaf Kierman och hans associerade i växelaffärerna, dömdes Lefebure att återbära till kronan 6 miljoner daler kopparmynt eller vid pass 20 tunnor guld samt till en månads fängelse på vatten och bröd samt förlust av all borgerlig näring i Stockholm och av rättighet att vistas i Stockholm eller på en ort, där riksdag hölls. I maj 1766 blev en del av ersättningssumman efterskänkt, och hans straff mildrades till böter av 1000 daler silvermynt, men Lefebure avled redan kort därefter.

### Familj
Han var sedan 1736 gift med Charlotta Bedoire (1708–1773). Paret fick fyra barn, bland dem Jean le Febure som skulle överta flera av faderns järnbruk. Både Lefebure och Bedoire tillhörde den så kallade Skeppsbroadeln.